# Parc national urbain royal
Ne doit pas être confondu avec Parc national Royal.
Le parc national urbain royal (Kungliga nationalstadsparken) est une aire protégée situé au cœur de la ville de Stockholm, en Suède. 

## Présentation
Le parc s'étend sur 27 km2 des communes de Stockholm, Solna et Lidingö et forme une coulée verte dans ce territoire hautement urbanisé. 
Il inclut entre autres Skeppsholmen, Kastellholmen, Beckholmen, Djurgården, Fjäderholmarna, Gärdet, Norra Djurgården, le parc Haga et le parc du château d'Ulriksdal, Brunnsviken (sv) et des parties de Ladugårdsgärdet, Djurgården, Bergshamra (sv) et d'Edsviken (sv).
Le parc a été créé en 1995 sous le nom Ekoparken mais il est appelé officiellement parc national urbain royal depuis 2009. 
Il est ainsi considéré comme le premier parc national urbain, plusieurs ayant depuis été créés en Finlande.

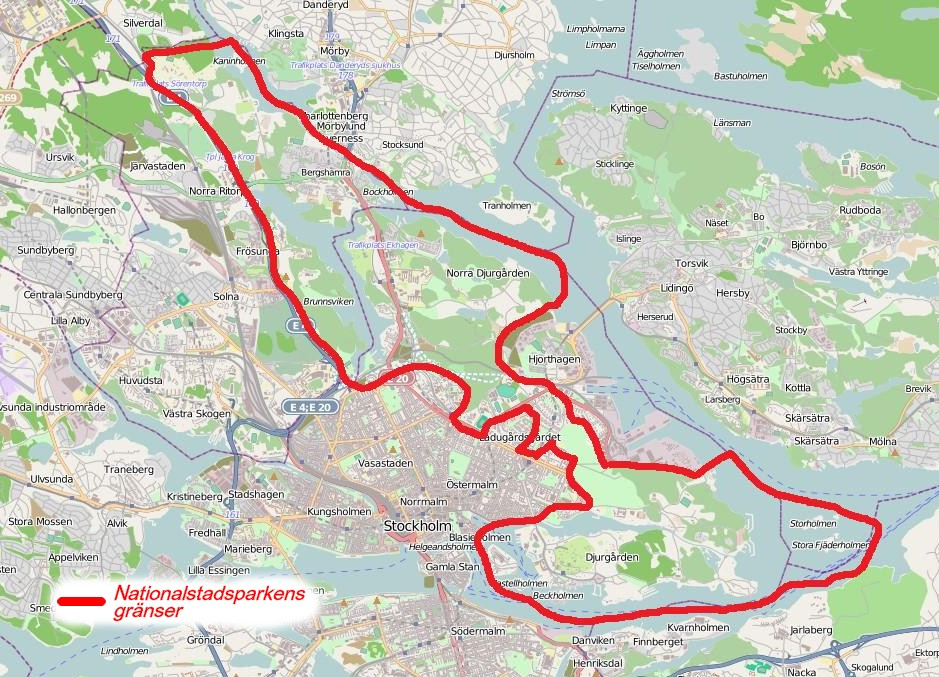
Carte du parc.

### Article lié
- Parcs nationaux de Suède
- Lieux et monuments de Stockholm
- Djurgårdsbrunnskanalen